# Bagnoles
Bagnoles es una comuna francesa situada en el departamento de Aude, en la región de Occitania. Tiene una población estimada, en 2018, de 307 habitantes.

## Demografía
| 223 | 210 | 211 | 216 | 198 | 188 | 307 |
| Para los censos de 1962 a 1999 la población legal corresponde a la población sin duplicidades (Fuente: INSEE [Consultar]) |     |     |     |     |     |     |